# Kalle Ankas magiska öga
Kalle Ankas magiska öga (även Kalle som hypnotisör) (engelska: The Eyes Have It) är en amerikansk animerad kortfilm med Kalle Anka från 1945.

## Handling
Kalle Anka har fått ett par hypnosögon på posten och bestämmer sig för att skoja med Pluto genom att hypnotisera honom. Kalle lyckas få Pluto att tro att han först är en mus och sedan en höna. Men det dröjer inte länge förrän leken inte blir lika rolig längre, när han får Pluto att tro att han är ett lejon.

## Om filmen
Filmen hade svensk premiär den 29 oktober 1945 på biografen Spegeln i Stockholm.
Filmen har givits ut på VHS och finns dubbad till svenska.

## Rollista
- Clarence Nash – Kalle Anka
- Pinto Colvig – Pluto[7]